# Leyland Roadrunner
Der Frontlenker Verteiler-Lkw Leyland Roadrunner war 1984 das letzte Modell der British Leyland Motor Corporation das auf Grundlage des T45 Project entstand. Der 7,5-Tonner wurde als Konkurrenz zum Ford Cargo entwickelt und ersetzte den Leyland Super G, welcher im Prinzip noch auf einer Konstruktion aus den 1960er-Jahren basierte. Nach der Fusion von Leyland Motors und DAF (Automobile) zu Leyland DAF wurde der Leyland Roadrunner von DAF als DAF 600/800/1000 in Kontinentaleuropa vermarktet. Nach einer Überarbeitung wurde das Modell ab 1991 als Leyland DAF 45 in den Commonwealth of Nations Ländern und den Exportmärkten außerhalb Europas und in Kontinentaleuropa als DAF 45 vermarktet. 1993 ging Leyland DAF in Insolvenz und Paccar wurde neuer Eigentümer. Durch Bereinigung im Modellprogramm wurde das Modell erneut überarbeitet und erweitert, 1994 durch den Leyland DAF bzw. DAF 45/55 ersetzt.

## Modellhistorie
Der 1984 gestartete Roadrunner wurde als direktes Konkurrenzmodell für den 1981 gestarteten Ford Cargo entwickelt. In dem am schnellsten wachsenden Sektor im Lkw-Markt, dem 7,5-Tonnen-Gesamtgewichts-Bereich, hatte Leyland nur den veralteten Leyland Super G im Angebot, der erst ab 10 Tonnen Gesamtgewicht erhältlich war. Dieser war eine 1980 überarbeitete Version der Leyland G-Serie und lag auf dem Heimatmarkt bereits hinter dem Ford-Cargo-Vorgänger Ford D-Serie und dem ebenfalls 1980 aktualisierten Bedford TL. Mit Einführung des Cargo fiel der Super G noch stärker ab und ein Nachfolgemodell wurde nun immer notwendiger. Zur Neuaufstellung im Nutzfahrzeug-Sektor führte die British Leyland Motor Corporation das T45 Project ein. 1981 startete als erstes Modell der als Sattelzugmaschine konzipierte Leyland Roadtrain und im gleichen Jahr der Baustellenverkehr Lkw Leyland Constructor. 1982 wurden die mittelschweren Leyland Freighter und Leyland Cruiser eingeführt. Leyland hatte nun ein komplettes modernisiertes Modellprogramm oberhalb von 11 Tonnen Gesamtgewicht. Für die 7,5-Tonnen-Gewichtsklasse konnte das Fahrerhaus des T45 aufgrund des Gewichtes nicht 1:1 wie bei den anderen Modellen übernommen werden. Dennoch wurden viele Pressteile einschließlich der Kabinentüren aus den größeren Modellen verwendet. Eine riesige Windschutzscheibe gab viel Sicht auf die Straße und der Roadrunner verfügte über ein bereits im Morris/Leyland FG verbautes Detail zur Verkehrssicherheit. Auf der Beifahrerseite im Frontbereich unterhalb der Windschutzscheibe war ein kleines eingefügt, wodurch der Fahrer Blick auf den Fahrbahnrand hatte. Darüber hinaus verfügte der Roadrunner für die damalige Zeit unübliche serienmäßige Ausstattung wie beheizbare Außenspiegel und eine zentrale Entlüftung direkt vor dem Fahrer. Die Scheinwerfer waren die gleichen Einheiten wie sie beim Austin Maestro verbaut wurden. Das Armaturenbrett war minimalistisch gestaltet bot aber viele Ablagemöglichkeiten und viel Innenraum im Führerhaus. Reichlich Stauraum gab es auch unter dem Beifahrersitz und eine große auf der Kabinenwand hinter dem Fahrersitz befestigte Tasche zum Verstauen, etwa von Karten und ähnlichem. Das Lenkrad war gleich den anderen Modellen und der Roadrunner serienmäßig mit einer Servolenkung von ZF Friedrichshafen ausgestattet.
Vor dem T45 Project hatte Leyland große Fortschritte bei seinen Motoren gemacht. Der legendäre Leyland 0.680 wurde durch ein überarbeitetes Einspritzsystem und neu konstruierte Turboaufladung zum Leyland TL11 und der in den 1970er Jahren eingeführte Leyland-0.500-Motor, welcher durch zahlreiche Zylinderkopfschäden den Ruf der Unzuverlässigkeit erlangte, war ebenfalls umfassend überarbeitet und mit neuem Kopf als Leyland 6.98NV eingeführt worden. Diesen baute Leyland in den Roadrunner ein mit einer Leistung von 120 PS und gekoppelt mit synchronisierten Getrieben von Turner. Für den Roadrunner verwendete Leyland ein verbessertes Bremssystem der übrigen Modelle, die dieses danach erhielten.
1984 hatte Leyland mit dem Roadrunner, Freighter, Constructor, Cruiser und Roadtrain eine vollständige moderne Lkw-Palette für jeden Gewichtsklasse Sektor und Einsatzbereich was die im Vereinigten Königreich stark vertretenen Euro Rivalen Scania oder Volvo nicht bieten konnten. Somit war Leyland im Heimatmarkt der einzige Vollanbieter den Ford oder Bedford boten nur kleine oder mittelschwere Lkw, Foden und ERF nur mittelschwere oder schwere Lkw. Auf dem europäischen Markt hatten nur Mercedes-Benz, MAN, Renault Trucks und Iveco ein ähnlich umfassendes Programm. Wobei die kleineren Modelle dieser Hersteller mit Ausnahme des gleichzeitig startenden Mercedes-Benz LN bereits auf älteren Konstruktionen beruhten.
Mit einer großen Werbeaktion auf Plakaten und in Nutzfahrzeug Zeitschriften sowie TV-Spots wurde der Roadrunner zum Start intensiv beworben. Durch seine Maßstäbe bei modernem Design, Wirtschaftlichkeit und der höchsten Nutzlast in seiner Klasse wurde er auf dem Heimatmarkt rasch zum Marktführer. Bis heute hält das spätere Nachfolgemodell, der in den ehemaligen Leyland-Werken entwickelte DAF LF, diese Position. Dieser ist hierbei auch Marktführer im gesamteuropäischen Markt, was der Roadrunner schon mangels eines umfassenden Leyland-Vertriebsnetzes nicht hätte schaffen können. So gab es etwa in Deutschland nur wenige Händler, welche die Leyland-Lkws anboten.
Da die Leistung mit 120 PS nur gering war und europäische Konkurrenten wie etwa der Mercedes-Benz LN mehr Auswahl anbieten konnten, suchte Leyland nach Alternativen. Cummins entwickelte in den USA und Darlington eine leichte Dieselmotorserie mit 6 Liter Hubraum, die als Cummins B-Serie bekannt wurde. Da Leyland auf der Suche nach einem modernen Motor mit minimalen Kosten war, wurde mit Cummins ein Vertrag geschlossen, wo Leyland für die Herstellung bestimmter Teile und Gussteile für Cummins im Gegenzug die einzelnen Cummins-B-Serie-Motoren zu einem günstigeren Preis erhielt.
Zuerst wurde dieser Motor als Leyland 300 Serie benannt und komplett in Darlington mit 120, 130 oder 145 PS mit Turbolader produziert. Dadurch bot der Roadrunner jetzt anständige Leistung mit niedrigem Kraftstoffverbrauch und hohen Drehmoment. Gleichzeitig wurde die vordere Bremsanlage auf die höhere Leistung abgestimmt und belüftete Scheibenbremsen eingeführt. Zudem erfolgte die Einführung einer Sattelzugmaschine-Version.
Wenig später erfolgte 1987 die Fusion von Leyland Motors und DAF (Automobile) zu Leyland DAF. Den Roadrunner vermarktete DAF nun als DAF 600/800/1000 in Kontinentaleuropa. Einhergehend wurde die Baureihe erweitert durch den Einbau größerer Felgen und Reifen sowie verstärkten Achsen, Aufhängungen und anderen Details, war nun auch eine 10-Tonnen-Gesamtgewichtsversion verfügbar. Diese war nun auch als Baufachhandelmodell mit Kran und als Kipperfahrzeug erhältlich, neben anderen bereits vorher erhältlichen Spezialfahrzeugen wie etwa Müllwagen oder Feuerwehrfahrzeug.

## Leyland DAF 45, DAF 45 1990–1993
1990 nahm Leyland DAF eine Bereinigung seines Modellangebotes vor. Der Roadrunner erhielt kleine Änderungen am Innen- und Außendesign. Dabei entfiel das seitliche Bordsteinfester, und im Inneren gab es nun ein gepolstertes Armaturenbrett, wesentlich verbesserte Sitze, neue Verkleidungen und Teppichböden. Wie bei den anderen Modellen auch verlor der Roadrunner seinen Namen und wurde nun zum Leyland DAF 45 bzw. DAF 45.
Auf der Motorenseite war nun eine Ladeluftkühlung Version des Cummins B-Serie Motor verfügbar mit 180 PS. Für die kommenden Euro-1-Abgasnorm Vorschriften wurden alle Motoren nun mit einem Bosch Einspritzsystem ausgestattet. Zudem verfügten alle nun über einen Turbolader, wodurch auch bei den kleineren Versionen eine bessere Drehmomentverteilung gegeben war.
Ende 1993 wurde die Produktion eingestellt und der Leyland DAF/DAF 45/55 wurde das Nachfolgemodell.